# Pierre-Bernard Prouha
Pierre-Bernard Prouha né le 11 février 1822 au Born (Haute-Garonne) et mort le 22 juillet 1888 à Paris est un sculpteur français.

## Biographie
Pierre-Bernard Prouha est élève d'Auguste Dumont, Jules Ramey et Armand Toussaint. Il débute à l'Exposition universelle de 1855 avec deux bustes : Le Printemps et L’Automne.
Il est l’auteur des 31 statues du portail et baldaquin de la cathédrale Sainte-Cécile d'Albi.

## Œuvres dans les collections publiques
France
- Fontainebleau, château de Fontainebleau : La Muse de l’Inspiration, 1859, initialement pour la cour du palais du Louvre.
- Lons-le-Saunier, musée des Beaux-Arts : L'Amour taillant son arc dans un laurier, 1877, statue en marbre.
- Paris :
  - hôtel de ville : La Ville de Toulouse.
  - palais du Louvre, plusieurs décorations extérieures : 
    - Nymphe, 1855, Cour carrée ;
    - La Fermeté, 1857, pavillon Mollien ;
    - L’Abondance, 1865, aile de Flore ;
    - L’Amour, 1868, pavillon des États ;
    - La Paix, 1861, initialement pour la cour Lefuel ;
    - Figure mythologique, 1878, aile de Marsan.
- Saint-Cloud, château de Saint-Cloud : Cérès, cariatide.
- Toulouse, musée des Augustins : Psyché, 1867, statue en marbre.
- Versailles, château de Versailles : François Buzot, homme politique, buste.

Monaco
- Monte-Carlo, casino de Monte-Carlo, façade : L’Architecture.

Œuvres de Pierre-Bernard Prouha
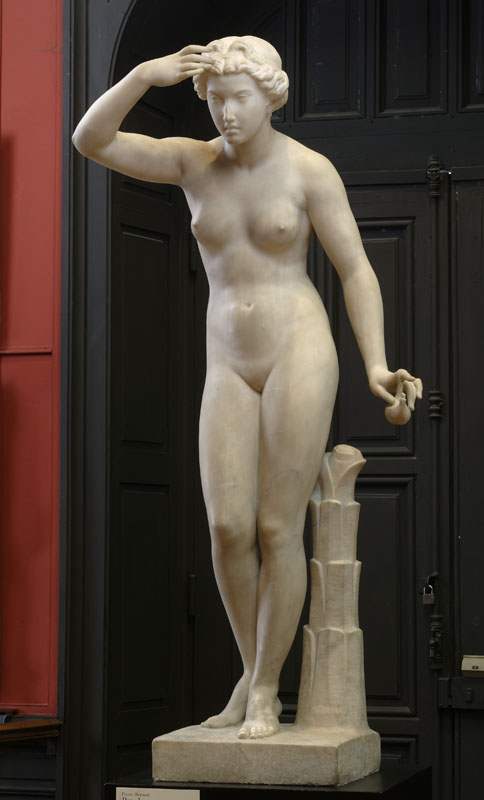
Psyché (1867), musée des Augustins de Toulouse.
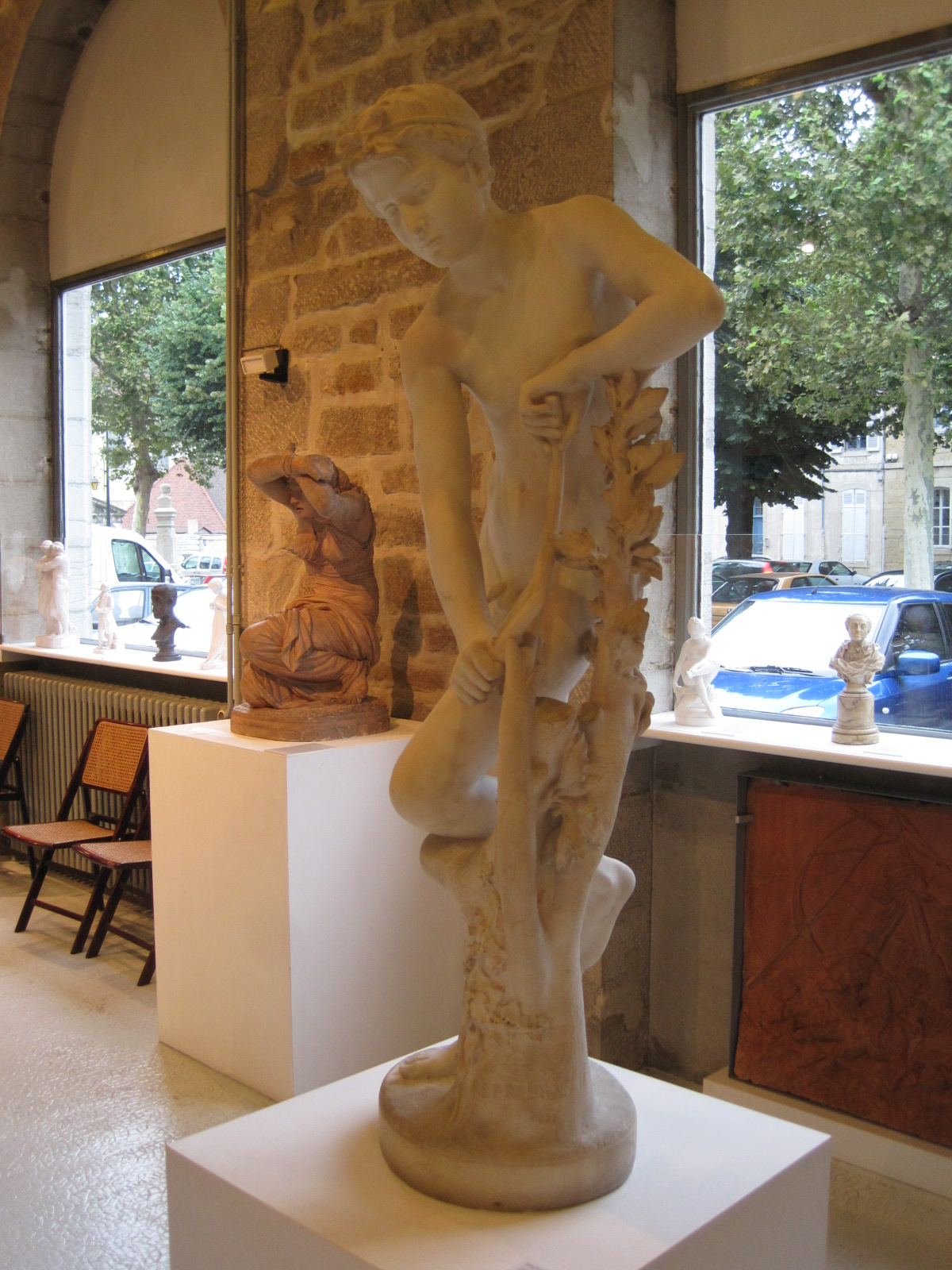
L'Amour taillant son arc dans un laurier (1877), musée des Beaux-Arts de Lons-le-Saunier.